# 宗貞盛

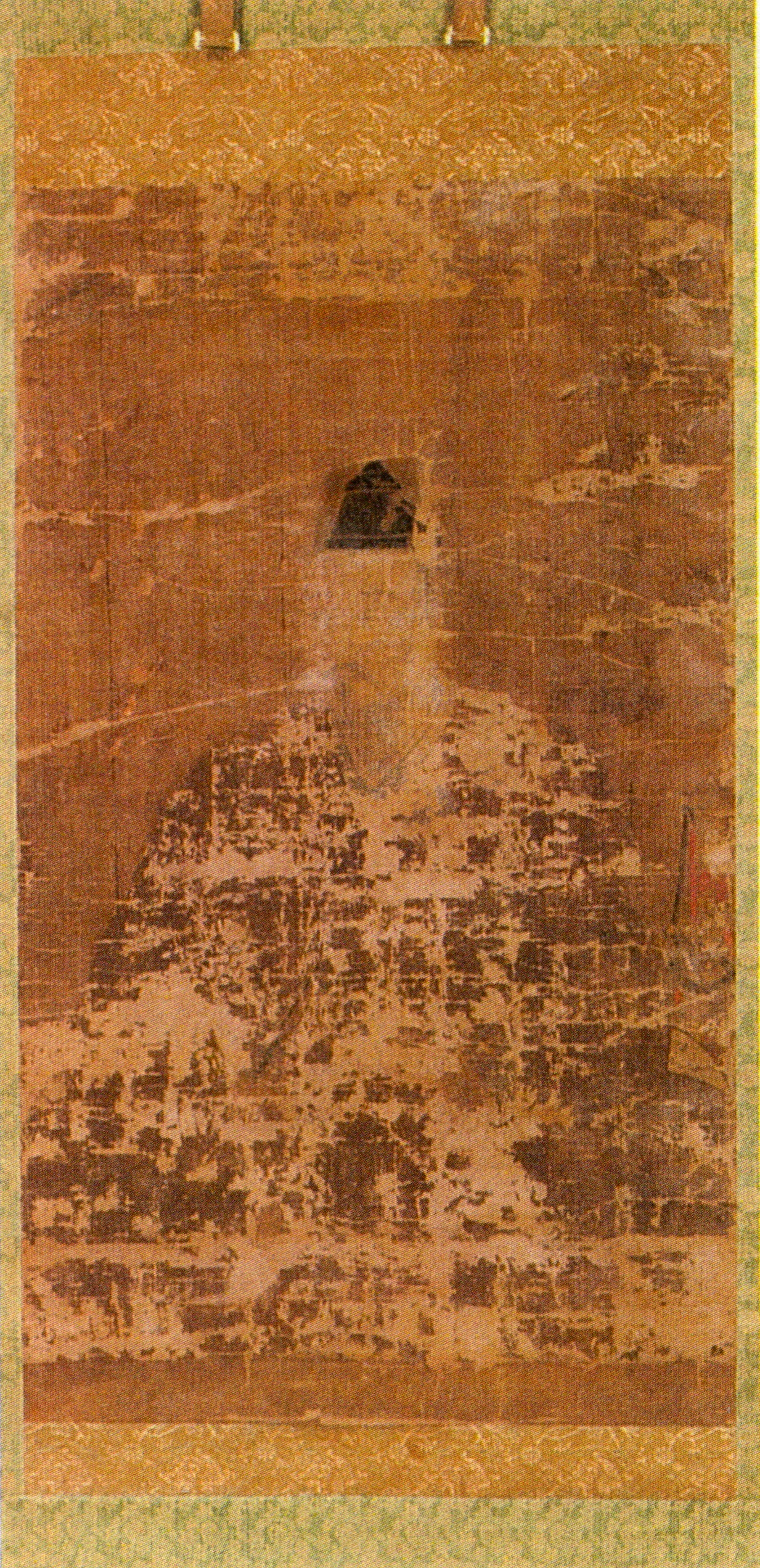
宗贞盛像

宗貞盛（1385年（元中2年/至德2年）？—1452年7月9日（享德元年6月22日）），室町時代前中期武將，對馬國守護大名，宗氏第九代當主。

## 經歴
一般認為他生於1385年，幼名都都熊丸、宗彥六。《朝鮮王朝實錄》中他以「都都熊瓦」的名字出現。1418年父貞茂死後，成為宗氏第九代當主。
翌年6月19日、朝鲜王朝為清除倭寇進攻對馬島，史稱應永外寇。他拒绝投降两軍膠着，朝鮮入侵對馬一事傳入室町幕府將軍足利義持耳中，命令九州島的守護大名派兵前往對馬島，支援宗氏。宗氏29日投降，朝鮮7月3日撤退。
此戰之後，朝鮮和對馬島恢復和平，双方的长期贸易互利互惠。1441年與朝鲜簽訂嘉吉條約，獨佔與朝鲜交易的利益。
1452年6月22日、68歳時死亡，由宗成職繼位。
| 前任： 宗貞茂 | 宗氏當主 1418年－1452年 | 继任： 宗成職 |